# Rumbo al mar (película)
Rumbo al mar es una película dramática argentina de 2020, dirigida por Nacho Garassino, según idea y guion de Juan Faerman, y protagonizada por Santiago Bal y Federico Bal. Su estreno fue el 30 de enero de 2020.

## Sinopsis
A Julio Pereyra (75) le diagnostican poco tiempo de vida, por lo que decide emprender una última y épica aventura.
Lo que quiere Julio es que su hijo Marcos -eterno inmaduro con el que siempre tuvo una relación fría y distante- lo lleve en su moto a cumplir su gran deseo: conocer el mar, tan alejado del Tucumán donde viven.
Si bien esta idea absurda se encuentra, por motivos bien distintos, con la rotunda oposición de Marcos y Laura (la hija formada, estructurada y perfecta que hizo todo en función de los deseos y frustraciones paternas), una serie de eventos precipita la decisión de lanzarse a ese desafío que parece tan riesgoso como imposible.
Como es de esperar por el delicado estado de salud de Julio, el viaje no resulta fácil ni tranquilo. Esto se profundiza porque Julio aprovecha el viaje para desandar su vida, cerrando otras asignaturas pendientes de su juventud. 
En un plot twist inesperado, se descubre que el viaje escondía motivaciones ocultas.

## Reparto
- Santiago Bal: Julio Pereyra
- Federico Bal: Marcos Pereyra
- Anita Martínez: Laura Pereyra
- Zulma Faiad: Sofía Rivas
- Laura Laprida: Florencia Tagliaferro
- Daniel Valenzuela: Mozo Pizzería
- Virginia Lagarrigue: Ingrid
- Emilia Lamas Saquilán: Moza Estación de Servicio